# Костецкий, Юзеф
Юзеф Костецкий урождённый Юзеф Костуч (пол. Józef Kostecki; 26 февраля 1922, Краков — 18 августа 1980, Варшава) — польский актёр театра, кино и телевидения.

## Биография
Во время немецкой оккупации учился театральному искусству в подпольных классах драмучилища. После войны, в 1948 году окончил государственное театральное училище в Лодзи. Ещё будучи студентом, играл в Польском театре в Познани. 
В 1946-1948 годах выступал в Театре Войска Польского в Лодзи, затем играл в Белостоке (1948-1949), а в 1949-1954 годах - в Современном театре в Варшаве. Последним коллективом актёра стал театр «Атенеум» в Варшаве, где он выступал в 1954–1972 годах. В 1973 году вышел на пенсию.
Снимался в кино. Сыграл роли в 16 фильмах и сериалах.

## Избранная фильмография
- 1949: Za wami pójdą inni
- 1955: Часы надежды — раненный актёр
- 1955: Podhale w ogniu
- 1957: Эроика — Жак
- 1960: Крестоносцы — великий князь литовский Витовт Кейстутович
- 1961: Сержант Калень — капитан Вежбицкий
- 1962: Na białym szlaku
- 1963: Yokmok
- 1968: Ставка больше, чем жизнь – капитан Шнайдер (серия 14 "Эдита")
- 1970: Wakacje z duchami (ТВ сериал)